# Фонтіосо
Фонтіосо (ісп. Fontioso) — муніципалітет в Іспанії, у складі автономної спільноти Кастилія-і-Леон, у провінції Бургос. Населення — 58 осіб (2010).
Муніципалітет розташований на відстані близько 170 км на північ від Мадрида, 46 км на південь від Бургоса.

## Демографія
Динаміка населення (INE ):